# Brockley (Somerset)
Brockley is een civil parish in het bestuurlijke gebied North Somerset, in het Engelse graafschap Somerset met 277 inwoners.